# Primera divisió espanyola de futbol 2020-2021
La temporada 2020-2021 de la lliga espanyola de futbol, també coneguda com a La Liga Santander per raons de patrocini, és la 90a edició des del seu establiment. El torneig l'organitza la Lliga de Futbol Professional (LFP). Es va iniciar el 12 de setembre de 2020 i va finalitzar el 23 de maig de 2021. L'Atlètic de Madrid va guanyar la seva onzena Lliga en la darrera jornada, després de set anys del seu darrer triomf, i va trencar així el domini que el Reial Madrid i el Barça tenien sobre el campionat. El porter Jan Oblak va ser elegit MVP del campionat.
A causa de la pandèmia de coronavirus que va retardar la finalització de la temporada anterior, el torneig va començar en la data més tardana des la temporada 1981-82, i al setembre per primer cop des la temporada 2000-01. El Reial Madrid i el Getafe van arrencar una setmana més tard, i la següent setmana ho van fer el FC Barcelona, el Atlètic de Madrid, el Sevilla FC i l'Elx CF com a guanyador de la promoció d'ascens.
Excepcionalment, aquesta temporada es van mantenir els cinc canvis en tres tandes com a màxim per equip, adoptats el maig de 2020 per la pandèmia de coronavirus.

## Sistema de competició
Com en temporades anteriors, la competició constava d'un grup únic integrat per vint clubs. Seguint un sistema de lliga, els vint equips s'enfronten tots contra tots en dues ocasions, una en camp propi i una altra en camp contrari, sumant un total de 38 jornades. L'ordre dels partits es decidia per sorteig abans de començar la competició.
La classificació final s'establia tenint en compte els punts obtinguts en cada enfrontament, a raó de tres per partit guanyat, un per empat i cap en cas de derrota. Si en l'acabar el campionat dos equips igualen a punts, els mecanismes per desempatar la classificació són els següents:
- El que té una major diferència entre gols a favor i en contra en els enfrontaments entre tots dos.
- Si persisteix l'empat, es té en compte la diferència de gols a favor i en contra en tots els partits.

Si l'empat a punts es produeix entre tres o més clubs, els successius mecanismes de desempat són els següents:
- La millor puntuació que a cada un correspon a tenor dels resultats dels partits jugats entre si pels clubs implicats.
- La diferència més gran de gols a favor i en contra, considerant únicament els partits jugats entre si pels clubs implicats.
- La diferència més gran de gols a favor i en contra tenint en compte tots els partits del campionat.
- El major nombre de gols a favor tenint en compte tots els partits del campionat.

## Equips participants

### Equips per comunitat autònoma
| Núm. | Comunitat autònoma | Equips                                                     |
| ---- | ------------------ | ---------------------------------------------------------- |
| 4    | Andalusia          | Cadis CF, Granada CF, Reial Betis i Sevilla FC             |
| 4    | País Valencià      | Elx CF, Llevant UE, València CF i Vila-real CF             |
| 4    | País Basc          | Deportivo Alavés, Athletic Club, Reial Societat i SD Eibar |
| 3    | Madrid             | Atlètic de Madrid, Getafe CF i Reial Madrid CF             |
| 1    | Aragó              | SD Huesca                                                  |
| 1    | Castella i Lleó    | Real Valladolid CF                                         |
| 1    | Catalunya          | FC Barcelona                                               |
| 1    | Galícia            | RC Celta de Vigo                                           |
| 1    | Navarra            | CA Osasuna                                                 |

### Estadis i localitzacions
| Equip             | Localització  | Estadi                 | Capacitat |
| ----------------- | ------------- | ---------------------- | --------- |
| Alavés            | Vitòria       | Mendizorrotza          | 19.840    |
| Athletic Club     | Bilbao        | San Mamés              | 53.289    |
| Atlètic de Madrid | Madrid        | Wanda Metropolitano    | 68        |
| FC Barcelona      | Barcelona     | Camp Nou               | 99.354    |
| Cadis CF          | Cadis         | Ramón de Carranza      | 21        |
| Celta de Vigo     | Vigo          | Abanca-Balaídos        | 29.000    |
| SD Eibar          | Eibar         | Ipurua                 | 8.164     |
| Elx CF            | Elx           | Martínez Valero        | 33.732    |
| Getafe CF         | Getafe        | Coliseum Alfonso Pérez | 17.393    |
| Granada CF        | Granada       | Nuevo Los Cármenes     | 19.336    |
| SD Huesca         | Osca          | El Alcoraz             | 7.638     |
| Llevant UE        | València      | Ciutat de València     | 26.354    |
| CA Osasuna        | Pamplona      | El Sadar               | 23.576    |
| Reial Betis       | Sevilla       | Benito Villamarín      | 60.721    |
| Reial Madrid      | Madrid        | Alfredo Di Stéfano     | 0         |
| Reial Societat    | Sant Sebastià | Anoeta                 | 39.500    |
| Sevilla FC        | Sevilla       | Ramón Sánchez Pizjuán  | 43.883    |
| València CF       | València      | Mestalla               | 55.000    |
| Reial Valladolid  | Valladolid    | José Zorrilla          | 28.012    |
| Vila-real CF      | Vila-real     | Estadi de la Ceràmica  | 24.890    |

1. ↑  Estadi pels partits a porta tancada.

### Personal i esponsorització
| Equip             | Entrenador           | Capità             | Equipació   | Espònsor(s) de la samarreta                                          |
| ----------------- | -------------------- | ------------------ | ----------- | -------------------------------------------------------------------- |
| Alavés            | Javier Calleja       | Manu García        | Kelme       | Betway, Zotapay,1 Exiom Group,2 InJoo,3 Integra Energía3             |
| Athletic Club     | Marcelino            | Iker Muniain       | New Balance | Kutxabank                                                            |
| Atlètic de Madrid | Diego Simeone        | Koke               | Νike        | Plus500, Ria Money Transfer,1 Hyundai2                               |
| Barcelona         | Ronald Koeman        | Lionel Messi       | Νike        | Rakuten, UNICEF,1 Beko2                                              |
| Cadis             | Álvaro Cervera       | Jon Ander Garrido  | Adidas      | Dafabet, Humanox1                                                    |
| Celta de Vigo     | Eduardo Coudet       | Hugo Mallo         | Adidas      | Estrella Galicia 0,0, Abanca,1 Visit Maldives,2 Grupo Recalvi3       |
| Eibar             | José Luis Mendilibar | Sergi Enrich       | Joma        | Alyco                                                                |
| Elx               | Fran Escribá         | Nino               | Hummel      | TM Grupo Inmobiliario                                                |
| Getafe            | José Bordalás        | Djené Dakonam      | Joma        | Tecnocasa Group, Reale Seguros,2 El Brillante,3 Tejada's Forever3    |
| Granada           | Diego Martínez       | Víctor Díaz        | Νike        | Winamax, Caja Rural Granada,2 Coviran3                               |
| Huesca            | Pacheta              | Jorge Pulido       | Kelme       | Huesca La Magia, Apisa,1 Bodega Sommos,1 Grupo Cosehisa,2 Ambar 0,03 |
| Llevant           | Paco López           | José Luis Morales  | Macron      | Betway, Baleària,1 Sesderma1                                         |
| Osasuna           | Jagoba Arrasate      | Oier Sanjurjo      | Adidas      | Verleal, Victorino Vicente,1 Selk,2 Clínica Universidad de Navarra3  |
| Reial Betis       | Manuel Pellegrini    | Joaquín            | Kappa       | Betway, Bitci.com,1 Reale Seguros,2 Turismo de Sevilla3              |
| Reial Madrid      | Zinédine Zidane      | Sergio Ramos       | Adidas      | Emirates                                                             |
| Reial Societat    | Imanol Alguacil      | Asier Illarramendi | Macron      | IQONIQ, Kutxabank,1 Reale Seguros2                                   |
| Sevilla           | Julen Lopetegui      | Jesús Navas        | Νike        | Marathonbet, AliExpress,1 Valvoline,2 EverFX,3 Turismo de Sevilla3   |
| València          | Voro (interí)        | José Gayà          | Puma        | bwin, Libertex,1 Sailun Tyres,2 Škoda3                               |
| Valladolid        | Sergio González      | Míchel Herrero     | Adidas      | Estrella Galicia 0,0, Herbalife Nutrition,1 Integra Energía,2 Inexo3 |
| Vila-real         | Unai Emery           | Mario Gaspar       | Joma        | Pamesa Cerámica                                                      |

1. ^ Darrere la samarreta.
2. ^ A les mànigues.
3. ^ Als pantalons.

### Canvis d'entrenador
| Equip         | Entrenador sortint | Forma de sortida    | Data de sortida | Posició de l'equip | Entrenador entrant | Data d' entrada  |
| ------------- | ------------------ | ------------------- | --------------- | ------------------ | ------------------ | ---------------- |
| Vila-real     | Javier Calleja     | Cessat              | 20 juliol 2020  | Pretemporada       | Unai Emery         | 23 juliol 2020   |
| Alavés        | Juan Muñiz         | Fi de contracte     | 20 juliol 2020  | Pretemporada       | Pablo Machín       | 5 agost 2020     |
| Reial Betis   | Alexis Trujillo    | Fi de l'interinatge | 20 juliol 2020  | Pretemporada       | Manuel Pellegrini  | 9 juliol 2020    |
| València      | Voro               | Fi de l'interinatge | 20 juliol 2020  | Pretemporada       | Javi Gracia        | 27 juliol 2020   |
| Barcelona     | Quique Setién      | Cessat              | 17 agost 2020   | Pretemporada       | Ronald Koeman      | 19 agost 2020    |
| Elx           | Pacheta            | Dimissió            | 25 agost 2020   | Pretemporada       | Jorge Almirón      | 26 agost 2020    |
| Celta de Vigo | Òscar García       | Cessat              | 9 novembre 2020 | 17è                | Eduardo Coudet     | 12 novembre 2020 |
| Athletic Club | Gaizka Garitano    | Cessat              | 3 gener 2021    | 9è                 | Marcelino          | 4 gener 2021     |
| Huesca        | Míchel             | Cessat              | 12 gener 2021   | 20è                | Pacheta            | 12 gener 2021    |
| Alavés        | Pablo Machín       | Cessat              | 12 gener 2021   | 16è                | Abelardo           | 12 gener 2021    |
| Elx           | Jorge Almirón      | Dimissió            | 12 febrer 2021  | 19è                | Fran Escribá       | 14 febrer 2021   |
| Alavés        | Abelardo           | Cessat              | 5 abril 2021    | 20è                | Javier Calleja     | 5 abril 2021     |
| Valencia      | Javi Gracia        | Cessat              | 2 maig 2021     | 14è                | Voro (assistent)   | 3 maig 2021      |

## Classificació
| Pos | Equip                 | PJ | PG | PE | PP | GF | GC | DG  | Pts | Classificació o descens                                  |
| --- | --------------------- | -- | -- | -- | -- | -- | -- | --- | --- | -------------------------------------------------------- |
| 1   | Atlètic de Madrid (C) | 38 | 26 | 8  | 4  | 67 | 25 | +42 | 86  | Classificat per la Fase de grups de la Lliga de Campions |
| 2   | Reial Madrid          | 38 | 25 | 9  | 4  | 67 | 28 | +39 | 84  | Classificat per la Fase de grups de la Lliga de Campions |
| 3   | FC Barcelona          | 38 | 24 | 7  | 7  | 85 | 38 | +47 | 79  | Classificat per la Fase de grups de la Lliga de Campions |
| 4   | Sevilla FC            | 38 | 24 | 5  | 9  | 53 | 33 | +20 | 77  | Classificat per la Fase de grups de la Lliga de Campions |
| 5   | Reial Societat        | 38 | 17 | 11 | 10 | 59 | 38 | +21 | 62  | Classificat per la Fase de grups de l'Europa League      |
| 6   | Reial Betis           | 38 | 17 | 10 | 11 | 50 | 50 | 0   | 61  | Classificat per la Fase de grups de l'Europa League      |
| 7   | Vila-real CF          | 38 | 15 | 13 | 10 | 60 | 44 | +16 | 58  | Classificat per la Fase de grups de la Lliga de Campions |
| 8   | Celta de Vigo         | 38 | 14 | 11 | 13 | 55 | 57 | −2  | 53  |                                                          |
| 9   | Granada CF            | 38 | 13 | 7  | 18 | 47 | 65 | −18 | 46  |                                                          |
| 10  | Athletic Club         | 38 | 11 | 13 | 14 | 46 | 42 | +4  | 46  |                                                          |
| 11  | CA Osasuna            | 38 | 11 | 11 | 16 | 37 | 48 | −11 | 44  |                                                          |
| 12  | Cadis CF              | 38 | 11 | 11 | 16 | 36 | 58 | −22 | 44  |                                                          |
| 13  | València CF           | 38 | 10 | 13 | 15 | 50 | 53 | −3  | 43  |                                                          |
| 14  | Llevant UE            | 38 | 9  | 14 | 15 | 46 | 57 | −11 | 41  |                                                          |
| 15  | Getafe CF             | 38 | 9  | 11 | 18 | 28 | 43 | −15 | 38  |                                                          |
| 16  | Alavés                | 38 | 9  | 11 | 18 | 36 | 57 | −21 | 38  |                                                          |
| 17  | Elx CF                | 38 | 8  | 12 | 18 | 34 | 55 | −21 | 36  |                                                          |
| 18  | SD Huesca (R)         | 38 | 7  | 13 | 18 | 34 | 53 | −19 | 34  | Descens a la Segona Divisió                              |
| 19  | Reial Valladolid (R)  | 38 | 5  | 16 | 17 | 34 | 57 | −23 | 31  | Descens a la Segona Divisió                              |
| 20  | SD Eibar (R)          | 38 | 6  | 12 | 20 | 29 | 52 | −23 | 30  | Descens a la Segona Divisió                              |

1. ↑  Com que el guanyador de la Copa del Rei, el Barça, es va classificar per la Lliga de Campions de la UEFA 2021–22 per la seva posició en lliga, la plaça reservada al guanyador de la Copa (fase de grups de l'Europa League) va passar a l'equip sisè classificat, i la plaça reservada al sisè (ronda de play-off de la Lliga Europa Conferència de la UEFA 2021–22) va passar al setè, el Vila-real CF.
2. ↑  El Vila-real es va classificar per la Lliga de Campions de la UEFA 2021–22 en guanyar la Lliga Europa de la UEFA 2020–21. Segons la seva classificació en lliga (7è), hauria pogut rebre una plaça per jugar l'Europa Conference League. Aquesta plaça va quedar vacant per la regulació de la UEFA.

## Resultats
| Casa \ Fora       | ALA | ATH | ATM | BAR | CAD | CEL | EIB | ELC | GET | GRA | HUE | LEV | OSA | BET | RMA | RSO | SEV | VAL | VLL | VIL |
| ----------------- | --- | --- | --- | --- | --- | --- | --- | --- | --- | --- | --- | --- | --- | --- | --- | --- | --- | --- | --- | --- |
| Alavés            | —   | 1–0 | 1–2 | 1–1 | 1–1 | 1–3 | 2–1 | 0–2 | 0–0 | 4–2 | 1–0 | 2–2 | 0–1 | 0–1 | 1–4 | 0–0 | 1–2 | 2–2 | 1–0 | 2–1 |
| Athletic Club     | 0–0 | —   | 2–1 | 2–3 | 0–1 | 0–2 | 1–1 | 1–0 | 5–1 | 2–1 | 2–0 | 2–0 | 2–2 | 4–0 | 0–1 | 0–1 | 2–1 | 1–1 | 2–2 | 1–1 |
| Atlètic de Madrid | 1–0 | 2–1 | —   | 1–0 | 4–0 | 2–2 | 5–0 | 3–1 | 1–0 | 6–1 | 2–0 | 0–2 | 2–1 | 2–0 | 1–1 | 2–1 | 2–0 | 3–1 | 2–0 | 0–0 |
| FC Barcelona      | 5–1 | 2–1 | 0–0 | —   | 1–1 | 1–2 | 1–1 | 3–0 | 5–2 | 1–2 | 4–1 | 1–0 | 4–0 | 5–2 | 1–3 | 2–1 | 1–1 | 2–2 | 1–0 | 4–0 |
| Cadis CF          | 3–1 | 0–4 | 2–4 | 2–1 | —   | 0–0 | 1–0 | 1–3 | 0–2 | 1–1 | 2–1 | 2–2 | 0–2 | 0–1 | 0–3 | 0–1 | 1–3 | 2–1 | 0–0 | 0–0 |
| Celta de Vigo     | 2–0 | 0–0 | 0–2 | 0–3 | 4–0 | —   | 1–1 | 3–1 | 1–0 | 3–1 | 2–1 | 2–0 | 2–1 | 2–3 | 1–3 | 1–4 | 3–4 | 2–1 | 1–1 | 0–4 |
| SD Eibar          | 3–0 | 1–2 | 1–2 | 0–1 | 0–2 | 0–0 | —   | 0–1 | 0–0 | 2–0 | 1–1 | 0–1 | 0–0 | 1–1 | 1–3 | 0–1 | 0–2 | 0–0 | 1–1 | 1–3 |
| Elx CF            | 0–2 | 2–0 | 0–1 | 0–2 | 1–1 | 1–1 | 1–0 | —   | 1–3 | 0–1 | 0–0 | 1–0 | 2–2 | 1–1 | 1–1 | 0–3 | 2–1 | 2–1 | 1–1 | 2–2 |
| Getafe CF         | 0–0 | 1–1 | 0–0 | 1–0 | 0–1 | 1–1 | 0–1 | 1–1 | —   | 0–1 | 1–0 | 2–1 | 1–0 | 3–0 | 0–0 | 0–1 | 0–1 | 3–0 | 0–1 | 1–3 |
| Granada CF        | 2–1 | 2–0 | 1–2 | 0–4 | 0–1 | 0–0 | 4–1 | 2–1 | 0–0 | —   | 3–3 | 1–1 | 2–0 | 2–0 | 1–4 | 1–0 | 1–0 | 2–1 | 1–3 | 0–3 |
| SD Huesca         | 1–0 | 1–0 | 0–0 | 0–1 | 0–2 | 3–4 | 1–1 | 3–1 | 0–2 | 3–2 | —   | 1–1 | 0–0 | 0–2 | 1–2 | 1–0 | 0–1 | 0–0 | 2–2 | 0–0 |
| Llevant UE        | 1–1 | 1–1 | 1–1 | 3–3 | 2–2 | 1–1 | 2–1 | 1–1 | 3–0 | 2–2 | 0–2 | —   | 0–1 | 4–3 | 0–2 | 2–1 | 0–1 | 1–0 | 2–2 | 1–5 |
| CA Osasuna        | 1–1 | 1–0 | 1–3 | 0–2 | 3–2 | 2–0 | 2–1 | 2–0 | 0–0 | 3–1 | 1–1 | 1–3 | —   | 0–2 | 0–0 | 0–1 | 0–2 | 3–1 | 0–0 | 1–3 |
| Reial Betis       | 3–2 | 0–0 | 1–1 | 2–3 | 1–0 | 2–1 | 0–2 | 3–1 | 1–0 | 2–1 | 1–0 | 2–0 | 1–0 | —   | 2–3 | 0–3 | 1–1 | 2–2 | 2–0 | 1–1 |
| Reial Madrid      | 1–2 | 3–1 | 2–0 | 2–1 | 0–1 | 2–0 | 2–0 | 2–1 | 2–0 | 2–0 | 4–1 | 1–2 | 2–0 | 0–0 | —   | 1–1 | 2–2 | 2–0 | 1–0 | 2–1 |
| Reial Societat    | 4–0 | 1–1 | 0–2 | 1–6 | 4–1 | 2–1 | 1–1 | 2–0 | 3–0 | 2–0 | 4–1 | 1–0 | 1–1 | 2–2 | 0–0 | —   | 1–2 | 0–1 | 4–1 | 1–1 |
| Sevilla FC        | 1–0 | 0–1 | 1–0 | 0–2 | 3–0 | 4–2 | 0–1 | 2–0 | 3–0 | 2–1 | 1–0 | 1–0 | 1–0 | 1–0 | 0–1 | 3–2 | —   | 1–0 | 1–1 | 2–0 |
| València CF       | 1–1 | 2–2 | 0–1 | 2–3 | 1–1 | 2–0 | 4–1 | 1–0 | 2–2 | 2–1 | 1–1 | 4–2 | 1–1 | 0–2 | 4–1 | 2–2 | 0–1 | —   | 3–0 | 2–1 |
| Reial Valladolid  | 0–2 | 2–1 | 1–2 | 0–3 | 1–1 | 1–1 | 1–2 | 2–2 | 2–1 | 1–2 | 1–3 | 1–1 | 3–2 | 1–1 | 0–1 | 1–1 | 1–1 | 0–1 | —   | 0–2 |
| Vila-real CF      | 3–1 | 1–1 | 0–2 | 1–2 | 2–1 | 2–4 | 2–1 | 0–0 | 1–0 | 2–2 | 1–1 | 2–1 | 1–2 | 1–2 | 1–1 | 1–1 | 4–0 | 2–1 | 2–0 | —   |

## Estadístiques

### Màxims golejadors
| Lloc | Jugador           | Club              | Gols |
| ---- | ----------------- | ----------------- | ---- |
| 1    | Lionel Messi      | Barcelona         | 30   |
| 2    | Karim Benzema     | Real Madrid       | 23   |
| 2    | Gerard Moreno     | Vila-real         | 23   |
| 4    | Luis Suárez       | Atlètic de Madrid | 21   |
| 5    | Youssef En-Nesyri | Sevilla           | 18   |
| 6    | Alexander Isak    | Real Sociedad     | 17   |
| 7    | Iago Aspas        | Celta de Vigo     | 14   |
| 8    | Antoine Griezmann | Barcelona         | 13   |
| 8    | Rafa Mir          | Huesca            | 13   |
| 8    | José Luis Morales | Llevant           | 13   |

### Més assistències
| Lloc | Jugador          | Club              | Assistències |
| ---- | ---------------- | ----------------- | ------------ |
| 1    | Iago Aspas       | Celta de Vigo     | 13           |
| 2    | Marcos Llorente  | Atlètic de Madrid | 11           |
| 3    | Yannick Carrasco | Atlètic de Madrid | 10           |
| 3    | Toni Kroos       | Real Madrid       | 10           |
| 5    | Karim Benzema    | Real Madrid       | 9            |
| 5    | Jorge de Frutos  | Llevant           | 9            |
| 5    | Lionel Messi     | Barcelona         | 9            |
| 5    | Denis Suárez     | Celta de Vigo     | 9            |
| 9    | Ángel Correa     | Atlètic de Madrid | 8            |
| 9    | Mikel Oyarzabal  | Real Sociedad     | 8            |
| 9    | Carlos Soler     | València          | 8            |

### Trofeu Zamora
El Zamora el donà el diari Marca al porter amb menys gols encaixats. Participaven al premi els porters que haguessin jugat almenys 28 partits amb 60 o més minuts.
| Lloc | Jugador               | Club              | Gols en contra | Partits | Mitjana |
| ---- | --------------------- | ----------------- | -------------- | ------- | ------- |
| 1    | Jan Oblak             | Atlètic de Madrid | 25             | 38      | 0.66    |
| 2    | Thibaut Courtois      | Real Madrid       | 28             | 38      | 0.74    |
| 3    | Yassine Bounou        | Sevilla           | 28             | 33      | 0.85    |
| 4    | Álex Remiro           | Real Sociedad     | 38             | 38      | 1.00    |
| 5    | Marc-André ter Stegen | Barcelona         | 32             | 31      | 1.03    |

### Hat-tricks
| Jugador           | Per            | Contra         | Resultat | Data            | Ronda |
| ----------------- | -------------- | -------------- | -------- | --------------- | ----- |
| Carlos Soler      | València       | Reial Madrid   | 4–1 (H)  | 8 novembre 2020 | 9     |
| Youssef En-Nesyri | Sevilla        | Reial Societat | 3–2 (H)  | 9 gener 2021    | 18    |
| Youssef En-Nesyri | Sevilla        | Cadis          | 3–0 (H)  | 23 gener 2021   | 20    |
| Rafa Mir          | Huesca         | Valladolid     | 3–1 (A)  | 29 gener 2021   | 21    |
| Alexander Isak    | Reial Societat | Alavés         | 4–0 (H)  | 21 febrer 2021  | 24    |
| Gerard Moreno     | Vila-real      | Granada        | 3–0 (A)  | 3 abril 2021    | 29    |
| Kike García       | Eibar          | Alavés         | 3–0 (H)  | 1 maig 2021     | 34    |
| Carlos Bacca      | Vila-real      | Sevilla        | 4–0 (H)  | 16 maig 2021    | 37    |

### Gols
- Primer gol de la temporada:
  Yangel Herrera pel Granada contra l'Athletic Club (12 setembre 2020)[52]
- Darrer gol de la temporada:
  Alejandro Gómez pel Sevilla contra l'Alavés (23 maig 2021)[53]

### Disciplina
Estadístiques de:

#### Jugador
- Més targetes grogues: 15
  -  Stefan Savić (Atlètic de Madrid)
- Més targetes vermelles: 2
  -  Pape Diop (Eibar)
  -  Djené (Getafe)
  -  Raúl García (Athletic Club)
  -  Clément Lenglet (Barcelona)
  -  Aïssa Mandi (Real Betis)

#### Equip
- Més targetes grogues: 114
  - Getafe CF
- Més targetes vermelles: 8
  - Alavés
  - Reial Betis
- Menys targetes grogues: 57
  - Reial Madrid
- Menys targetes vermelles: 0
  - Atlètic de Madrid

## Guardons

### Mensual
| Mes      | Jugador del mes   | Jugador del mes   | Referència |
| Mes      | Jugador           | Club              | Referència |
| -------- | ----------------- | ----------------- | ---------- |
| Setembre | Ansu Fati         | Barcelona         | [ 57 ]     |
| Octubre  | Mikel Oyarzabal   | Reial Societat    | [ 58 ]     |
| Novembre | João Félix        | Atlètic de Madrid | [ 59 ]     |
| Desembre | Iago Aspas        | Celta de Vigo     | [ 60 ]     |
| Gener    | Youssef En-Nesyri | Sevilla           | [ 61 ]     |
| Febrer   | Lionel Messi      | Barcelona         | [ 62 ]     |
| Març     | Karim Benzema     | Reial Madrid      | [ 63 ]     |
| Abril    | Fernando          | Sevilla           | [ 64 ]     |
| Maig     | Jan Oblak         | Atlètic de Madrid | [ 65 ]     |

### Anual
| Premi                   | Guanyador | Club              | Referència |
| ----------------------- | --------- | ----------------- | ---------- |
| Jugador de la temporada | Jan Oblak | Atlètic de Madrid | [ 66 ]     |